# Киев-Гоа (пісня)
Киев-Гоа — дебютний сингл української співачки Наталії Гордієнко. Даний сингл вийшов у січня 2012 року під лейблом Universal Music Group, з яким співачка почала співпрацювати наприкінці 2011 року. Пісня потрапила у ротацію декількох радіостанцій України та Росії. Наприкінці 2012 року Наталія виступила з цією піснею на каналі M1 у Billboard Chart Show.. Пісня також посіла 5274 місце у хіт-параді радіостанції MOSKVA.FM.

## Відеокліп
Наприкінці травня було відзнято кліп до пісні «Киев-Гоа» компанією ELLO.Прем'єра відео відбулася 20 червня 2012 року на сайті YouTube, де станом на 27 січня 2013 року воно набрало 1,432,747 переглядів. У відео показано, як Наталія Гордієнко «ніби-то» вирушає на відпочинок до Гоа після сварки з хлопцем, а потім з нього повертається. Також відеокліп вже був неодноразово показаний на телеканалах M1 (телеканал), MTV Україна, Star TV, які орієнтовані здебільшого на поп-музику.